# Tutti Frutti (film)
Pour les articles homonymes, voir Tutti frutti.
Pour plus de détails, voir Fiche technique et Distribution.
Tutti Frutti (Heaven Help Us) est un film américain réalisé par Michael Dinner, sorti en 1985.
Le film reste assez méconnu en France et s'inscrit, par moments, dans le même esprit que Le Cercle des poètes disparus, qui triomphera sur les écrans quatre ans plus tard.

## Synopsis
En 1965, Michael Dunn, un adolescent de 16 ans, arrive à l'école catholique de St Basil de Brooklyn dans laquelle ses parents l'ont placé.
Il est fortement impressionné par les hauts murs austères de St-Basil et par l'accueil glacial du directeur, Frère Thadeus, qui n'est pas fait pour détendre l'atmosphère. D'emblée, Michaël sympathise avec un gros garçon, Caesar, véritable puits de science mais bête noire de Rooney qui se prend pour la vedette de la classe. 
Toutefois, l'hostilité aux méthodes éducatives de Frère Constance, pour le moins autoritaire, brutal et injuste va servir de ciment aux jeunes gens qui deviennent progressivement les meilleurs amis du monde. Peu à peu, ils vont s'affranchir de l'autorité et se rebeller contre ces méthodes d'un autre temps et faire l'admiration de leurs camarades de classe.

## Fiche technique
- Titre français : Tutti Frutti
- Titre québécois : Au Nom du Ciel
- Titre original : Heaven Help Us
- Titre alternatif : Catholic Boys
- Réalisation : Michael Dinner
- Scénario : Charles Purpura
- Musique : James Horner
- Photographie : Miroslav Ondrícek
- Montage : Stephen A. Rotter
- Production : Mark Carliner & Dan Wigutow
- Sociétés de distribution : Home Box Office & Silver Screen Partners
- Société de distribution : TriStar Pictures
- Pays :  États-Unis
- Langue : Anglais
- Format : Couleur - Mono - 35 mm - 1.85:1
- Genre : Comédie dramatique
- Durée : 100 min
- Date de sortie : 
  - France : 29 janvier 1986

## Distribution
- Andrew McCarthy (VF : Thierry Ragueneau) : Michael Dunn
- Mary Stuart Masterson (VF : Maïk Darah) : Danni
- Kevin Dillon (VF : Bernard Gabay) : Rooney
- Malcolm Danare (VF : Vincent Ropion) : Caesar
- John Heard (VF : Éric Legrand) : Frère Timothée
- Donald Sutherland (VF : Sady Rebbot) : Frère Thadeus
- Jay Patterson (VF : Bernard Tiphaine) : Frère Constance
- Patrick Dempsey (VF : Gilles Laurent) : Corbet
- Dana Barron (VF : Virginie Ledieu) : Janine
- Stephen Geoffreys : Williams
- Jennifer Dundas (VF : Régine Teyssot) : Boo
- Wallace Shawn (VF : Edmond Bernard) : Frère Abruzzi
- Kate Reid : Martha Dunn
- Philip Bosco : Frère Paul
- Richard Hamilton (VF : Edmond Bernard) : le grand-père

## Anecdotes
- Première réalisation cinématographique pour Michael Dinner.
- Premier rôle au cinéma pour Kevin Dillon, Patrick Dempsey et Stephen Geoffreys.